# Richard Schaeffler
Richard Schaeffler (* 20. Dezember 1926 in München; † 24. Februar 2019 ebenda) war ein deutscher Philosoph mit umfangreichen Beiträgen zur Geschichts- und Religionsphilosophie. Der bekennende Katholik Schaeffler stellte eine der Hauptfiguren der geschichts- und religionsphilosophischen Kant-Rezeption im 20. Jahrhundert dar. Er wirkte von 1968 bis 1989 als Professor für philosophisch-theologische Grenzfragen an der Ruhr-Universität Bochum und lehrte seitdem bis 2011 als Gastprofessor an der Hochschule für Philosophie München.

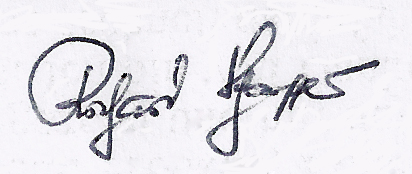
Richard Schaeffler. Signatur 1996

## Leben
Richard Schaeffler, Sohn des Apothekerehepaars Joseph Schaeffler und Gertrud Schaeffler, geb. Witkowski, verbrachte seine frühere Kindheit in verschiedenen Vororten Münchens, zuletzt in Solln bei München, wo er auch die Volksschule besuchte. Von April 1936 bis Juli 1941 besuchte er das Internat des humanistischen Gymnasiums in der Benediktinerabtei Ettal. Nach Auflösung dieser Anstalt kehrte er nach Solln zurück und besuchte bis zum Oktober 1942 das Theresien-Gymnasium in München. Zu diesem Zeitpunkt wurde Schaeffler aus rassischen Gründen (seine Mutter war Jüdin) von der Schule verwiesen und erhielt privaten Unterricht von Lehrern, die mit ihm sympathisierten. In der Folgezeit arbeitete er als Drogisten-Lehrling im väterlichen Betrieb, einer Großhandlung pharmazeutischer Präparate. Im November 1944 wurden er und sein Vater durch die Gestapo inhaftiert und in ein „Sonder-Arbeitslager“ gebracht, in dem er bis zur Befreiung durch amerikanische Truppen verbleiben musste. Von seiner Rückkehr im Mai 1945 bis zum September dieses Jahres arbeitete er wieder im väterlichen Geschäft.
Ende September 1945 erhielt er die Erlaubnis, als Gast an den Vorlesungen und Seminaren der philosophischen Fakultät des Berchmanns-Kollegs in Pullach bei München (die heutige Hochschule für Philosophie München), einer Hochschule des Jesuitenordens, teilzunehmen. Er schloss nach einem Jahr mit der Zwischenprüfung ab. Hauptlehrer dieser Zeit waren die Jesuitenpatres Walter Brugger und Josef de Vries; damalige Konventsmitglieder waren auch Karl Rahner und Johannes Baptist Lotz. Im März 1946 legte er am Theresien-Gymnasium in München sein Abitur ab.
Ab dem Wintersemester  1946/47 studierte er an der philosophischen Fakultät der Universität Tübingen Philosophie, Psychologie und katholische Theologie, ab dem WS 1950/51 als Doktorand. Philosophische Lehrer waren Gerhard Krüger, Eduard Spranger und Wilhelm Weischedel, in der Psychologie Eduard Spranger und Hans Wenke, in der katholischen Theologie der Dogmatiker Karl Adam, Exeget Fridolin Stier, Kirchengeschichtler Karl August Fink und Fundamentaltheologe Heinrich Fries. Im Sommersemester 1952 reichte er beim Heidegger- und Bultmann-Schüler Gerhard Krüger, der 1950 zur katholischen Kirche konvertiert hatte, seine umfangreiche philosophische Dissertation Der Glaube bei Karl Jaspers ein.
Nach seiner Promotion trat er eine Assistentenstelle bei Gerhard Krüger an und habilitierte sich 1961 in Tübingen an der Philosophischen Fakultät mit der Arbeit Die Struktur der Geschichtszeit. Das Werk stelle „sowohl in historischer wie in systematischer Hinsicht einen wesentlichen Beitrag zur Geschichtsphilosophie dar“, urteilte der Philosoph Hans Michael Baumgartner.
Von 1968 bis zu seiner Emeritierung 1989 war Schaeffler Professor für philosophisch-theologische Grenzfragen an der Katholisch-Theologischen Fakultät der Ruhr-Universität Bochum. Seitdem ist er als Gastprofessor an der Hochschule für Philosophie München tätig. Neben seiner wissenschaftlichen Tätigkeit engagierte sich Schaeffler im „Ökumenischen Arbeitskreis evangelischer und katholischer Theologen“ und dem „Gesprächskreis Juden und Christen“ beim Zentralkomitee der deutschen Katholiken (1972–1983).
Die Hochschule für Philosophie München verleiht seit 1995 alle zwei Jahre an Nachwuchswissenschaftler der Philosophie den von Schaeffler gestifteten „Richard-Schaeffler-Preis für philosophisch-theologische Grenzfragen“. Zu den bisherigen Preisträgern gehören Georg Essen, Markwart Herzog und Thomas Schärtl. Für seine wissenschaftlichen Verdienste in der Religionsphilosophie, Geschichtsphilosophie und Wissenschaftstheorie erhielt Schaeffler am 10. Juni 2005 die Ehrendoktorwürde von der Theologischen Fakultät der Albert-Ludwigs-Universität Freiburg. Am 11. November 2005 zeichnete ihn die Hochschule für Philosophie München ebenfalls mit einem Ehrendoktortitel aus.

## Publikationen
- Die Frage nach dem Glauben im Werke von Karl Jaspers. Diss. phil. masch. Tübingen 1952 (vorhanden in: UB Bochum, UB Erlangen, UB Tübingen).
- Die Kontroverse zwischen Anselm von Canterbury und Gaunilo von Marmoutiers: Zur Frage nach der Vertretbarkeit des Daseins Gottes im Denken [Habil.-Vortrag]. In: Christoph Böhr / Hanna-Barbara Gerl-Falkovitz (Hg.): Gott denken. Zur Philosophie von Religion (Das Bild vom Menschen und die Ordnung der Gesellschaft). Springer, Heidelberg 2019, 1–17.
- Die Struktur der Geschichtszeit [Habil.-Schrift]. Klostermann, Frankfurt am Main 1963.
- Religion und kritisches Bewusstsein. Alber, Freiburg im Breisgau 1973.
- Frömmigkeit des Denkens? Martin Heidegger und die katholische Theologie. Wissenschaftliche Buchgesellschaft, Darmstadt 1978.
- Was dürfen wir hoffen? Die katholische Theologie der Hoffnung zwischen Blochs utopischem Denken und der reformatorischen Rechtfertigungslehre. Wissenschaftliche Buchgesellschaft, Darmstadt 1979.
- Die Wechselbeziehungen zwischen Philosophie und katholischer Theologie (= Die philosophischen Bemühungen des 20. Jahrhunderts). Wissenschaftliche Buchgesellschaft, Darmstadt 1980.
- Glaubensreflexion und Wissenschaftslehre. Thesen zur Wissenschaftsgeschichte und Wissenschaftstheorie der Theologie (= Quaestiones Disputatae. Bd. 82). Herder, Freiburg/Basel/Wien 1980.
- Religionsphilosophie (= Handbuch der Philosophie. Bd. 4). Alber, Freiburg im Breisgau u. a. 1983, ISBN 3-495-48072-2.
- Fähigkeit zur Erfahrung. Zur transzendentalen Hermeneutik des Sprechens von Gott (= Quaestiones Disputatae. Bd. 94). Herder, Freiburg im Breisgau 1982.
- Die kleine Sprachlehre des Gebets (= Sammlung Horizonte. N.F., Bd. 26). Johannes-Verlag, Einsiedeln 1988, ISBN 3-265-10338-2 (auf Französisch: Le langage de la prière. Paris 2003, ISBN 2-204-07116-1).
- Das Gebet und das Argument – Zwei Weisen des Sprechens von Gott. Eine Einführung in die Theorie der religiösen Sprache. Patmos, Düsseldorf 1989.
- Erfahrung als Dialog mit der Wirklichkeit. Eine Untersuchung zur Logik der Erfahrung. Alber, Freiburg im Breisgau 1995, ISBN 3-495-47803-5.
- Philosophische Einübung in die Theologie. 3 Bände. Alber, Freiburg im Breisgau 2004.
- Erkennen als antwortendes Gestalten. Oder: Wie baut sich vor unseren Augen die Welt der Gegenstände auf? Alber, Freiburg im Breisgau 2014.
- Unbedingte Wahrheit und endliche Vernunft. Möglichkeiten und Grenzen menschlicher Erkenntnis (Das Bild vom Menschen und die Ordnung der Gesellschaft). Springer, Heidelberg 2017.
- Das Gute, das Schöne und das Heilige. Eigenart und Bedingungen der ethischen, der ästhetischen und der religiösen Erfahrung. Alber, Freiburg im Breisgau 2019.
- Philosophische Anthropologie. Unter herausgeberischer Betreuung von Christoph Böhr. Springer, Wiesbaden 2019.